# Crveni Grm
Crveni Grm (en cyrillique : Црвени Грм) est un village de Bosnie-Herzégovine. Il est situé dans la municipalité de Ljubuški, dans le canton de l'Herzégovine de l'Ouest et dans la fédération de Bosnie-et-Herzégovine. Selon les premiers résultats du recensement bosnien de 2013, il compte 900 habitants.

## Démographie

### Évolution historique de la population
| 1948 | 1953 | 1961 | 1971 | 1981 | 1991  | 2013 |
| ---- | ---- | ---- | ---- | ---- | ----- | ---- |
| 838  | 869  | 922  | 987  | 964  | 1 081 | 900  |

|  |

### Communauté locale
En 1991, la communauté locale de Crveni Grm comptait 1 807 habitants, répartis de la manière suivante :